# S7G (原子炉)
S7G（S7G Modifications and Additions Reactor Facility (MARF)））アメリカ海軍の艦艇向け発電・推進用原子炉の原型炉である。
型式名のS7Gは以下のような意味である。
- S = 潜水艦用
- 7 = 設計担当メーカにおける炉心設計の世代
- G = 設計担当メーカ（ゼネラル・エレクトリック）

S7Gは従来型の制御棒を使用しない設計の原型炉として。 1970年代後半から1980年代初めにかけて、ニューヨーク州ボールストンスパにあるノルズ原子力研究所ケッセルリングサイトののS5Wプラントの炉心を改修して試験が行われ、改修後のプラントはModifications and Additions to a Reactor Facility, MARFと呼ばれた

## 設計と運用
従来、アメリカ海軍の原子炉では可動式のハフニウム製制御棒が使われていたが、S7Gでは、部分的に注水されて炉心内に固定されたガドリニウム被覆管に水を出し入れすることで炉心の反応度を制御するようになっていた。管内の水位を上げると炉心の中性子が減速されて、ウラン燃料ではなく管表面のガドリニウムに吸収されるようになり、原子炉の出力を下げることができた。
このシステムでは、ポンプによって管内の水位が常に低く保たれるように設計されていた。これは、電力が失われたときに速やかに、炉心上部の貯水タンクから水が管内に満たされて原子炉が停止されるようにするためであった。また、この設計は従来の加圧水型炉と同様、負の反応度フィードバック係数を持つ利点があった。すなわち、出力が上昇して発熱が大きくなると減速材である水の密度が減少し、中性子が十分減速されなくなって核分裂反応に寄与しにくくなるため出力が下がるのである。このような平均冷却材温度の変動により、例えば機関での蒸気需要が変化した場合でも、運転員が何も操作せずとも原子炉出力が維持されるのである。
S7Gは実際に艦に搭載されることなく、1976年に運転を開始し、1980年代の終わりには炉心を試験用の材料開発用炉心（Developmental Materials Core, DMC)に交換された。